# جلوبل
جلوبل (به عربی: جلوبل) یا گلوبال شرکت سرمایه‌گذاری کویتی است، که در زمینه مدیریت سرمایه‌گذاری، مبادلات سهام اختصاصی، مدیریت صندوق‌های سرمایه‌گذاری، مدیریت دارایی و کارگزاری بورس فعالیت می‌کند. 
شرکت جلوبل در سال ۱۹۹۸ راه‌اندازی شد و در حال حاضر دارای عملیات در کشورهای  بحرین، ابوظبی، امارات متحده عربی، اردن، قطر، ترکیه و عربستان سعودی می‌باشد. 
این شرکت از ابتدای دهه ۲۰۱۰ میلادی دچار بحران شد و ارزش سهام آن به‌شدت کاهش پیدا کرد، به‌گونه‌ای که دارایی‌های آن از ۲٫۳ میلیارد دلار در سال ۲۰۱۰ به ۳۲۴ میلیون دلار در سال ۲۰۱۴ کاهش پیدا کرد.
دفتر مرکزی شرکت جلوبل در شهر کویت، کویت قرار دارد و بخشی از سهام آن در بازارهای بورس بحرین، بورس کویت و بازار مالی دوبی معامله می‌شود. شرکت‌های اجیلیتی و دبی کپیتال سهام‌داران اصلی جلوبل به‌شمار می‌آیند.